# Friedrich Seeßelberg
Friedrich Seeßelberg (* 2. Februar 1861 in Veerßen; † 20. September 1956 in Berlin) war ein deutscher Architekt, preußischer Baubeamter und Hochschullehrer.

## Leben

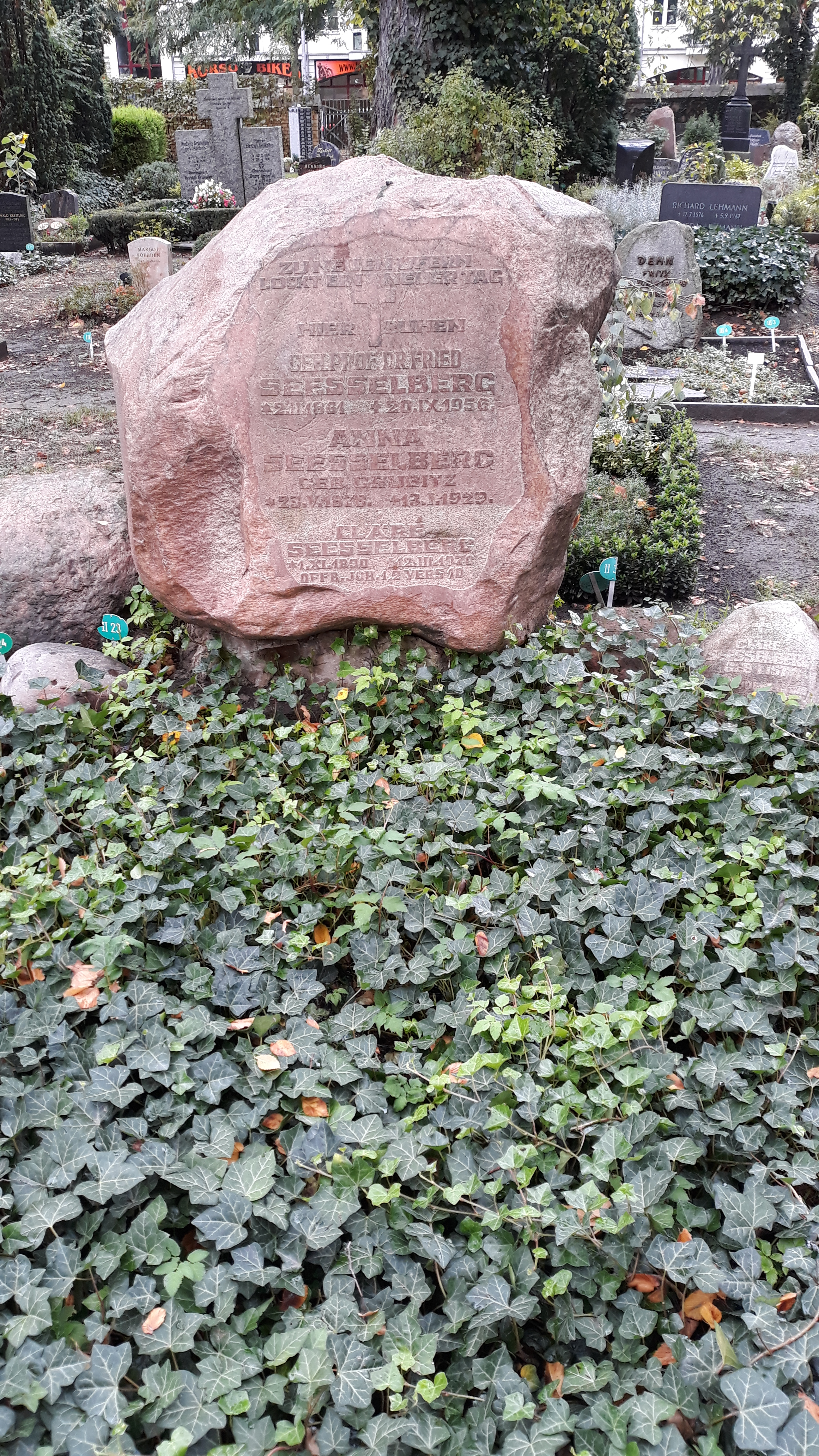
Das Grab von Friedrich Seeßelberg und seiner Ehefrau Anna geborene Grubitz im Familiengrab auf dem evangelischen Friedhof Giesensdorf in Berlin

Seeßelberg war der Sohn eines Landwirts, besuchte das Realgymnasium in Uelzen und studierte anschließend Architektur, Kunstgeschichte und Baugeschichte an den Technischen Hochschule Hannover und an der Technischen Hochschule (Berlin-)Charlottenburg sowie an der Friedrich-Wilhelms-Universität Berlin und der Ruprecht-Karls-Universität Heidelberg. Mit den Mitteln aus einem Stipendium reiste er durch Deutschland, Schweden, Dänemark und Norwegen, um die dortige mittelalterliche Kunst zu studieren. Die Erkenntnisse aus dieser Reise publizierte er 1897, wobei er die Auffassung vertrat, die mittelalterliche Kunst Skandinaviens sei in erster Linie ein Produkt des Volkes bzw. der germanischen Rasse.
1884 leistete er seinen Militärdienst als Einjährig-Freiwilliger im Hannoverschen Jäger-Bataillon Nr. 10 ab.
1898 wurde Seeßelberg an der Technischen Hochschule Charlottenburg habilitiert und lehrte dort als Privatdozent, ab 1901 mit dem Prädikat Professor. Von 1911 bis zur Emeritierung 1927 war Seeßelberg dann ordentlicher Professor für Philosophie der Raumkunst, der sparsamen Bauweise und für Museumsstudien. In den Studienjahren 1914/1915 und 1919/1920 amtierte er als Dekan der Architektur-Abteilung. Von 1908 bis 1911 war Seeßelberg auch Erster Vorsitzender der Ortsgruppe Berlin im Bund Deutscher Architekten (BDA).
1902 heiratete Friedrich Seeßelberg Anna Grubitz, aus der Ehe gingen ein Sohn und eine Tochter hervor. Sein 1913 von ihm selbst entworfenes Wohnhaus in Berlin-Friedenau besaß im Keller einen Raum, der einer altgermanischen Thingstätte nachempfunden war.
Am Ersten Weltkrieg nahm Seeßelberg als Freiwilliger teil, wurde zweimal schwer verwundet; bei Ende des Krieges wurde er als Hauptmann der Landwehr entlassen.
In den 1920er Jahren entwarf er zahlreiche Heldenfriedhöfe und Regiments-Ehrenmale, wobei er christliche und germanische mit völkisch-deutschen Elementen verband.
Friedrich Seeßelberg war zutiefst völkisch gesinnt. In seinem Buch „Volk und Kunst“ entwickelte er die Vorstellung, eine neue deutsche Kunst sollte mit Hilfe der Wissenschaft die Schwächen der zeitgenössischen Kunstrichtungen überwinden und eine deutsch-national zentrierte Kunst schaffen, die aus den Überlieferungen der germanischen Mythologie und der angeblichen „rassisch-völkischen“ Überlegenheit des deutschen Volkes schöpfen sollte. Seiner Meinung nach war die Herausbildung eines Herrentums des Stärkeren ein Naturgesetz, das er sogar außerhalb der Erde wirken sah.
Seeßelberg forderte, dass sich die verschiedenen Zweige der Kunst und die Künstler zusammenschließen sollten, um eine völkische „deutsche“ Kunst zu entwickeln. Zu diesem Zweck gründete sich am 5. Mai 1907 in Berlin der Werdandi-Bund, dem rund 500 Personen aus den Bereichen der bildenden Künste, der Technischen  Hochschulen und der Kunsthochschulen sowie Architekten, Schriftsteller, Schauspieler und einige höhere Beamte angehörten. Seeßelberg stand an der Spitze verschiedener Gremien des Bundes, dessen „Ehrenbeirat“ Marie von Ebner-Eschenbach, Wilhelm Raabe, Ernst von Wildenbruch, Wilhelm Busch, Hans Thoma, Siegfried Wagner und Paul Wallot angehörten. Seeßelbergs Versuche, auch Houston Stewart Chamberlain für die Mitarbeit im Bund zu gewinnen, scheiterten.
1913 plante Seeßelberg zusammen mit dem Architekten Max Taut die Werdandi-Halle auf der Internationalen Baufach-Ausstellung (IBA) in Leipzig. Ebenso war er am Bau der Halle des Werdandi-Bundes auf der Bauausstellung in Malmö 1913 beteiligt. Seeßelberg gab daneben auch die Zeitschrift des Bundes heraus (Werdandi, Monatsschrift für deutsche Kunst und Wesensart), die von 1907 bis 1912 erschien.
1912 modifizierte Seeßelberg sein Architektur-Konzept, indem er sich für das flache Dach und für moderne Baustoffe aussprach. 1918 gründete er den Reichsverband zur Förderung sparsamer Bauweise, der sich maßgebend an der Ausstellung „Sparsame Baustoffe“ beteiligte.
In den 1930er Jahren entwickelte Seeßelberg eigene Vorstellungen zum Kirchenbau, die sich in weiten Teilen mit nationalsozialistischen Vorstellungen deckten. 1934 erhielt er einen Lehrauftrag für kirchliche Baukunst an der Technischen Hochschule Berlin. Gleichwohl erschwerten seine Vorstellungen von der Zusammenarbeit von Staat und Religion und seine Unterstützung der kirchlichen Baukunst trotz seiner zutiefst völkischen Gesinnung seine Akzeptanz durch die Nationalsozialisten. Sein Antrag auf Aufnahme in die NSDAP wurde 1936 abgelehnt.
Seeßelberg wurde auf dem Friedhof in Berlin-Giesensdorf bestattet.

## Werk

### Bauten
- Landhaus „Frohwerk“ in Berlin-Friedenau (eigenes Wohnhaus)
- Kriegerdenkmal für die Gefallenen des Prinz-Albrecht-Füsilier-Regiments Nr. 73 in Hannover, Eilenriede

### Schriften
- Die früh-mittelalterliche Kunst der germanischen Voelker unter besonderer Berücksichtigung der skandinavischen Baukunst in theologisch-anthropologischer Begründung. Wasmuth, Berlin 1897. (= Berichte der aufgrund der Louis-Boissonnet-Stiftung ausgeführten Studienreisen, Band 14) (Digitalisat)
- Das Praemonstratenser-Kloster Delapais auf der Insel Cypern vom kirchen- und kunstgeschichtlichen Standpunkte erläutert. H. S. Hermann, Berlin 1901. (Dissertation, Ruprecht-Karls-Universität Heidelberg, 1901)
- Helm und Mitra. Studien und Entwürfe in mittelalterlicher Kunst. Wasmuth, Berlin 1905. (Digitalisat)
- Die Pflege des Idealismus im Kunstbetrieb der Hochschulen. Denkschrift zu den Beratungen über den Etat der technischen Hochschulen im Haus der Abgeordneten. Berlin 1905.
- Volk und Kunst. Kulturgedanken. Schuster & Bufleb, Berlin 1907.
- Niedersachsenkunst. In: Baumeister, 8. Jahrgang 1909/1910, S. 85–96. (Digitalisat)
- Die Ausbildung des Baukünstlers. In: Die Kunstwelt, deutsche Zeitschrift für die bildende Kunst, 1. Jahrgang 1911/1912, S. 20–24. (Digitalisat)
- (als Herausgeber): Das flache Dach im Heimatbilde als kulturelles und wirtschaftliches Problem gefaßt und im Auftrage der Hauptstelle für Bau- und Kunstberatung des Werdandibundes herausgegeben. Weise, Berlin 1912.
- Gedanken über das Architekturstudium. Ein Beitrag zur Hochschulreform in Preußen. Leipzig 1913.
- Der Stellungskrieg 1914–1918 auf Grund amtlicher Quellen und unter Mitwirkung namhafter Fachmänner technisch, taktisch und staatswissenschaftlich dargestellt. Mittler, Berlin 1926.
- Die Totalität des baulichen Gestaltens. Gedanken zur Reform der Preußischen Technischen Hochschulen. 2. Auflage, Verlag der Baugilde, Berlin 1932. (Digitalisat)
- Die kirchliche Baukunst als neuzeitliches Problem. Antrittsrede in der Evangelisch-Theologischen Fakultät der Friedrich-Wilhelms-Universität Berlin. Mittler, Berlin 1934. / 2. erweiterte Auflage 1936.

## Auszeichnungen
- 1900: preußischer Kronen-Orden, IV. Klasse[5]
- 1915: Eisernes Kreuz I. Klasse
- 1917: Ritterkreuz des Königlichen Hausordens von Hohenzollern mit Schwertern[6]
- 1923: Ehrendoktorwürde der Technischen Hochschule Breslau[7]
- Offizierskreuz des Albrechts-Ordens
- Große Preußische Staatsmedaille
- 1927: Ehrenbürgerwürde der Technischen Hochschule Berlin